# آيت يحيى (بني عياط)
آيت يحيى هي إحدى مشيخات المملكة المغربية، تتبع جغرافيا لإقليم أزيلال وإداريًا لبني عياط. يقدر عدد سكانها بـ 16132 نسمة حسب الإحصاء الرسمي للسكان والسكنى لسنة 2004.